# Ucraïna als Jocs Olímpics d'estiu de 2000
Ucraïna va estar representada en els Jocs Olímpics de Sidney per un total de 230 esportistes que van competir en 23 disciplines.
El portador de la bandera en la cerimònia d'obertura va ser el regatista Yevhen Braslavets.

## Medaller
L'equip olímpic ucraïnès va aconseguir les següents medalles:
| Jocs Olímpics d'Estiu 2000 |    |       |        |       |
| Medalles                   | Or | Plata | Bronze | Total |
| Total                      | 3  | 10    | 10     | 23    |

## Medallistes
| Esportista                                                                              | Esport                 | Competició                   |
| --------------------------------------------------------------------------------------- | ---------------------- | ---------------------------- |
| Or                                                                                      |                        |                              |
| Iana Klochkova                                                                          | Natació                | 200 m estils F               |
| Iana Klochkova                                                                          | Natació                | 400 m estils F               |
| Mykola Milchev                                                                          | Tir                    | Skeet M                      |
| Argent                                                                                  |                        |                              |
| Andri Kotelnyk                                                                          | Boxa                   | Lleuger (60 kg) M            |
| Serhi Dotsenko                                                                          | Boxa                   | Welter (69 kg) M             |
| Serhi Cherniavsky Olexandr Fedenko Serhi Matveyev Olexandr Symonenko                    | Ciclisme en pista      | Persecució per equips M      |
| Olexandr Beresh Valeri Goncharov Ruslan Mezentsev Valeri Pereshkura Olexandr Svitlychny | Gimnàstica             | Concurs complet per equips M |
| Oxana Tsyhuleva                                                                         | Gimnàstica en trampolí | Individual F                 |
| Yevhen Buslovych                                                                        | Lluita lliure          | 58 kg M                      |
| Davyd Saldadze                                                                          | Lluita grecoromana     | 97 kg M                      |
| Denys Sylantiev                                                                         | Natació                | 200 m papallona M            |
| Iana Klochkova                                                                          | Natació                | 800 m lliures F              |
| KaterynaSerdiuk Natalia Burdeina Olena Sadovnycha                                       | Tir amb arc            | Per equips F                 |
| Bronze                                                                                  |                        |                              |
| Roman Shchurenko                                                                        | Atletisme              | Salt de longitud M           |
| Olena Hovorova                                                                          | Atletisme              | Triple salt F                |
| Volodymyr Sydorenko                                                                     | Boxa                   | Mosca (51 kg) M              |
| Serhi Danylchenko                                                                       | Boxa                   | Gall (54 kg) M               |
| Andri Fedchuk                                                                           | Boxa                   | Semipesat (81 kg) M          |
| Iryna Yanovych                                                                          | Ciclisme               | Velocitat ind. F             |
| Olexandr Beresh                                                                         | Gimnàstica             | Concurs complet ind. M       |
| Ruslan Mashurenko                                                                       | Judo                   | 90 kg M                      |
| Hanna Sorokina Olena Zhupina                                                            | Salts                  | Trampolí 3 m sincronitzat F  |
| Olena Pajolchyk Ruslana Taran                                                           | Vela                   | 470 F                        |